# Zapasy na Igrzyskach Ameryki Środkowej i Karaibów 1959
Turniej w ramach Igrzysk w Caracas 1959.

## Tabela medalowa
|   | Państwo   |   |   |   | Razem: |
| - | --------- | - | - | - | ------ |
| 1 | Meksyk    | 6 | 2 | 0 | 8      |
| 2 | Panama    | 1 | 3 | 4 | 8      |
| 3 | Wenezuela | 1 | 3 | 2 | 6      |
| 4 | Gwatemala | 0 | 0 | 2 | 2      |
|   | razem:    | 8 | 8 | 8 | 24     |

## Wyniki

### W stylu wolnym
| Waga   | złoty            | srebrny           | brązowy            |
| ------ | ---------------- | ----------------- | ------------------ |
| 54 kg  | Jorge Rosado     | Moises Rodriguez  | Carlos Zapata      |
| 58 kg  | Eduardo Campbell | Hector Valencia   | Hector Iriarte     |
| 63 kg  | Roberto Vallejo  | Miguel Silvera    | Miguel A.Rodriguez |
| 69 kg  | Mario Tovar      | Severino Aguillar | Jose L.Garcia      |
| 76 kg  | Antonio Rosado   | Elias Victoria    | Clinio Mosquera    |
| 85 kg  | Juan M.Flores    | Omar Mijares      | Gerardo Jimenez    |
| 90 kg  | Cesar Ferreras   | Eduardo Assam     | Ruben Gotti        |
| 130 kg | Arturo Meneses   | Fernando Gonzales | Santiago Karam     |